# Soldiers Grove
Soldiers Grove ist eine Gemeinde (mit dem Status „Village“) im Crawford County im US-amerikanischen Bundesstaat Wisconsin. Im Jahr 2010 hatte Soldiers Grove 592 Einwohner.

## Geografie
Soldiers Grove liegt im Südwesten Wisconsins am Kickapoo River, einem rechten Nebenfluss des in den Mississippi mündenden Wisconsin River. Die vom Mississippi gebildete Grenze zu Iowa befindet sich 33 km westlich. Der Schnittpunkt der Bundesstaaten Minnesota, Iowa und Wisconsin befindet sich 46,4 km westnordwestlich; die Grenze zu Illinois verläuft 113 km südlich.
Die geografischen Koordinaten von Soldiers Grove sind 43°23′45″ nördlicher Breite und 90°46′20″ westlicher Länge. Das Gemeindegebiet erstreckt sich über eine Fläche von 9,22 km².
Nachbarorte von Soldiers Grove sind Readstown (8,5 km nördlich), Boaz (27,9 km ostsüdöstlich) und Gays Mills (11,9 km südwestlich).
Die nächstgelegenen größeren Städte sind La Crosse (73,1 km nordnordwestlich), Wisconsins Hauptstadt Madison (139 km ostsüdöstlich), Rockford in Illinois (234 km südöstlich), die Quad Cities in Iowa und Illinois (231 km südlich) und Cedar Rapids in Iowa (229 km südsüdwestlich).

## Verkehr
Der U.S. Highway 61 führt in Nord-Süd-Richtung östlich am Zentrum von Soldiers Grove vorbei. Der Wisconsin State Highway 131 verläuft als Hauptstraße durch die Ortsmitte. Alle weiteren Straßen sind untergeordnete Landstraßen, teils unbefestigte Fahrwege sowie innerörtliche Verbindungsstraßen.
Die nächsten Flughäfen sind der La Crosse Regional Airport (84 km nordnordwestlich), der Dubuque Regional Airport in Dubuque, Iowa (130 km südlich) und der Dane County Regional Airport in Wisconsins Hauptstadt Madison (143 km ostsüdöstlich).

## Bevölkerung
Nach der Volkszählung im Jahr 2010 lebten in Soldiers Grove 592 Menschen in 251 Haushalten. Die Bevölkerungsdichte betrug 64,2 Einwohner pro Quadratkilometer. In den 251 Haushalten lebten statistisch je 2,11 Personen.
Ethnisch betrachtet bestand die Bevölkerung mit drei Ausnahmen nur aus Weißen. Unabhängig von der ethnischen Zugehörigkeit waren 0,5 Prozent der Bevölkerung spanischer oder lateinamerikanischer Abstammung.
18,2 Prozent der Bevölkerung waren unter 18 Jahre alt, 54,1 Prozent waren zwischen 18 und 64 und 27,7 Prozent waren 65 Jahre oder älter. 51,9 Prozent der Bevölkerung war weiblich.
Das mittlere jährliche Einkommen eines Haushalts lag bei 26.932 USD. Das Pro-Kopf-Einkommen betrug 19.383 USD. 24,9 Prozent der Einwohner lebten unterhalb der Armutsgrenze.

## Bekannte Bewohner
- James O. Davidson (1854–1922) – aus Norwegen stammender 21. Gouverneur von Wisconsin (1906–1911)[3] – früherer Ortsvorsteher (Village President) von Soldiers Grove
- Eugene P. Moran – Teilnehmer des Zweiten Weltkriegs, der einen Flugzeugabsturz aus 8.000 Metern Höhe überlebte[4]